# Alex Stepney
Alexander Cyril Stepney (Mitcham, 18 de setembro de 1942) é um ex-futebolista inglês, que atuava como goleiro. Ele fazia parte do time do Manchester United que ganhou a primeira Liga dos Campeões.

## Início em Londres
Stepney não passou em um teste com o Fulham e depois juntou-se a Tooting & Mitcham United. De lá, ele foi visto por um olheiro do Millwall, que o contratou como amador em 1963, mas rapidamente percebeu seu potencial e o tornou profissional depois de dois meses de sua chegada. Stepney esteve sempre presente por quase três temporadas, fazendo 158 jogos, apenas não jogando o último jogo da temporada 1965-66.
Em maio de 1966, Stepney foi contratado pelo Chelsea por £50,000. O treinador Tommy Docherty inicialmente pretendia colocar Stepney e o goleiro Peter Bonetti em semanas alternadas, mas apenas três meses depois, Stepney foi vendido ao Manchester United por uma taxa recorde de £55,000, tendo feito apenas um jogo no clube. Como a carreira de Harry Gregg praticamente terminou com uma lesão, o treinador do Manchester United, Matt Busby, optou por Stepney depois de decidir que nem Pat Dunne nem David Gaskell estavam preparados. Stepney fez sua estréia no United contra o Manchester City em Old Trafford, que a United venceu por 1-0.

## Títulos da Liga e da Europa
Com Stepney no gol, o Manchester United venceu a Liga em 1967, dando-lhes entrada na Liga dos Campeões na temporada seguinte, era uma competição que nenhum clube inglês ainda tinha vencido. Stepney jogou em todos os jogos do United até a final em Wembley. Na final, Stepney é lembrado principalmente da defesa de um chute do atacante do Benfica, Eusébio, nos minutos finais do tempo normal. Eusébio ficou tão espantado com a defesa de Stepney que parou para aplaudir o goleiro. O United finalmente ganhou por 4-1 após o tempo extra.

## Reconhecimento internacional
Apesar de ser um goleiro talentoso, Stepney estava abaixo quando se tratava da Seleção Inglesa de Futebol. Gordon Banks era incontestável nessa época, com Peter Bonetti do Chelsea, Gordon West do Everton e o goleiro mais experiente do Sheffield, Ron Springett, a frente de Stepney. Quando a Inglaterra se classificou para as fases finais do Campeonato Europeu de 1968, o treinador Alf Ramsey selecionou Stepney e West como seus dois goleiros reserva.
Ramsey manteve Stepney no time para a Copa do Mundo de 1970, para a qual a Inglaterra não teve que se qualificar devido ao seu status como atuais campeões. Quando a convocação preliminar de 27 jogadores foi anunciado, Stepney estava no grupo, junto com Banks, Bonetti e o novato Peter Shilton, sem nenhum sinal de West. Quando a convocação final foi confirmada, Shilton foi o goleiro cortado.
No entanto, Stepney era claramente a terceira escolha para o gol e as suas chances de jogar na Copa do Mundo foram pequenas. Stepney foi convocado ocasionalmente por Ramsey, mas, em última análise, não aumentou o seu número de jogos pela seleção.

## Queda e ascensão do United
Ele continuou a jogar no gol do Manchester United em um período de insatisfação significativa para o clube, que culminou com o rebaixamento do clube para a Segunda Divisão em 1974. Durante meia temporada, ele foi substituído por Jimmy Rimmer devido a uma lesão. O United contratou o ex-treinador do Chelsea, Tommy Docherty, e eles voltaram a primeira divisão na temporada seguinte.
As próximas duas temporadas viram Stepney servindo como jogador experiente para uma equipe jovem, cortesia de algumas compras astutas e uma criação prolífica de jovens. Durante este período, Stepney teve que competir com Paddy Roche por uma posição de titular. Stepney foi o único jogador que já tinha jogado em Wembley quando o United alcançou a final da FA Cup de 1976, o United acabou perdendo por 1-0 para o Southampton.
O United chegou a final da FA Cup novamente em 1977 e, desta vez, foi campeão sobre o Liverpool.
Stepney foi o único remanescente do título da Liga dos Campeões que ganhou a FA Cup em 1977, nove anos depois.

## Fim de uma era
No ano seguinte, Stepney não era novamente uma escolha automática, jogando menos da metade dos jogos da United na Liga. Ele jogou o último de seus 546 jogos no clube em abril de 1978, antes de partir para jogar no Dallas Tornado na North American Soccer League nos Estados Unidos, onde permaneceu até se aposentar do futebol profissional em 1980.
Ele teve 175 sem sofrer gols e 92 jogos seguidos (recorde mais tarde quebrado por Steve Coppell)
Stepney tornou-se treinador de goleiros depois que ele parou de jogar, incluindo uma breve passagem no Manchester City recentemente, em 2000-01. Ele também trabalha como radialista e atualmente apresenta o The Legends Football Phone na 105.4 Century Radio em Manchester, substituindo Mickey Thomas - outro ex-jogador do Manchester United.

## Estilo de Jogo
Talvez sua qualidade mais impressionante fosse seu posicionamento, embora ele também pudesse demonstrar agilidade quando necessário. 

## Títulos
Manchester United
- Football League First Division: 1966–67
- Copa da Inglaterra: 1976–77
- Liga dos Campeões da UEFA: 1967–68
- Supercopa da Inglaterra: 1967, 1977

Alex Stepney fez parte do elenco da Seleção Inglesa de Futebol que disputou a Copa do Mundo de 1970.

## Ligações Externas
- Perfil em FIFA.com (em inglês)